# ديفيد كيدر
ديفيد كيدر (بالإنجليزية: David Kidder)‏ هو محامي وسياسي أمريكي، ولد في 8 ديسمبر 1787 في الولايات المتحدة، وتوفي بنفس المكان في 1 نوفمبر 1860. انتخب عضو مجلس نواب مين وانتخب عضو مجلس النواب الأمريكي.